# Эвакуация Русского музея
Эвакуация Русского музея — вывоз из Ленинграда 26 тысяч 186 бесценных экспонатов, в том числе 7,5 тыс. наиболее ценных живописных полотен Русского музея в июле 1941 года и переправка в город Молотов (ныне Пермь) с целью сохранить их от повреждения в период военных действий или захвата противником.

## Подготовка
Эвакуация Русского музея была плановой. Ещё в мирное время были заготовлены специальные валы для намотки картин большого формата и ящики для упаковки живописных полотен без рам, икон, предметов декоративно-прикладного искусства.
В первые дни войны начали готовить к эвакуации такие монументальные полотна, как «Последний день Помпеи» Брюллова, «Медный змий» Бруни, для чего требовались усилия нескольких десятков человек. А работ таких в музее было более 60. Холсты размером 20, 40, 60 м² следовало осторожно накатать без единой морщинки, без малейшего повреждения красочного слоя на специальные катушки из фанеры на деревянном каркасе. Безукоризненно гладкая поверхность валов до намотки картин обтягивалась искусственной замшей. Чтобы валы не касались пола, они с торцов заканчивались деревянными колесами. Валы для картин достигали длины до 10 метров, а диаметр каждого колебался от 60 до 120 сантиметров.
На огромные катушки наматывалось по нескольку картин, между которыми прокладывали плотную бумагу. Кромки холстов по мере накатки сшивали между собой. Если на красочном слое обнаруживались места, угрожающие осыпями, их закрепляли и заклеивали тонкой папиросной бумагой осетровым клеем. Затем валы с картинами, тщательно запеленутые сверху чистыми холстами, вкатывали в ящики. Таким образом было подготовлено к эвакуации только 7,5 тысяч живописных работ. Для руководства эвакуацией из Москвы прибыл заместитель председателя Комитета по делам искусств СНК СССР Алексей Георгиевич Глина.

## Первый этап эвакуации
1 июля 1941 года началась перевозка готовых ящиков на железнодорожную станцию. Научные сотрудники сопровождали каждый грузовик и сдавали груз по описи. После отправки эшелона вскрыли пакет, в котором было указано место назначения: город Горький. Сотрудники Л. Ф. Галич и П. Я. Козан заранее были командированы туда для подготовки к приему экспонатов.
Разгрузив первую партию ценностей (произведения древнерусского прикладного искусства, изделия из золота и драгоценных камней), сотрудники отправились обратно в Ленинград для продолжения консервации музея и подготовки второй партии эвакуируемых экспонатов. В городе ощущался дефицит упаковочных материалов, досок, фанеры.
18 августа поступила телеграмма А. Г. Глины о переотправке коллекции музея из Горького в другой пункт. К этому времени была закончена упаковка второй очереди, отправка которой затруднялась из-за нехватки вагонов. Местом назначения был назначен город Молотов, отправка планировалась на 20-е числа августа.
Директор музея П. К. Балтун с группой сотрудников выехал в Горький с маленьким чемоданчиком, рассчитывая организовать передислокацию первой партии экспонатов и вернуться. В Горьком коллекции Русского музея с частью коллекций Государственной Третьяковской галереи были погружены на большую баржу и отправлены по реке в Молотов. По прибытии в город выявилось, что мест для хранения коллекций не хватает.
14 сентября 1941 года баржа с грузом прибыла в город, и после длительных переговоров с местными властями было решено коллекции Русского музея и Третьяковки разместить в местной художественной галерее, а прочие художественные экспонаты — в летнем Троицком соборе в Соликамске. В соборе были размещены: сокровища Государственного музея восточных культур, Государственного театрального музея имени А. А. Бахрушина, Государственного музея архитектуры, Загорского художественного музея-заповедника, Государственного музея керамики из Кускова, Музея А. С. Голубкиной, Государственного музея изобразительных искусств имени А. С. Пушкина; собрание произведений советских художников, принадлежащее Дирекции выставок и панорам (в его составе были произведения И. И. Бродского, перед войной полученные из разных музеев и организаций и показанные на выставках в Москве и Ленинграде), а также выставка произведений М. Ю. Лермонтова.
Тем временем экспонаты второй очереди, простояв в пакгаузе в ожидании погрузки и чуть было не попав под бомбёжку, было решено вернуть обратно в музей. Ленинградцы помогали всеми силами сохранять коллекции: возили тачками песок для тушения зажигательных бомб для размещения на крышах зданий музея, укрывали землей, песком и деревянными настилами скульптуры.

## Возвращение коллекции
2 июля 1944 года, впервые после окончания блокады, Русский музей распахнул двери для посетителей: в первых отремонтированных залах открылась выставка произведений 70 художников Ленинградского фронта. 5 августа — 5 сентября во дворце прошла выставка к 100-летию со дня рождения И. Е. Репина.
А 14 октября 1945 года в Ленинград прибыл из эвакуации эшелон с музейными ценностями из Молотова и Соликамска.